# Strada statale 244 di Val Badia
La strada statale 244 di Val Badia (SS 244), strada provinciale 244 della Val Badia (SP 244) in Veneto, è una strada statale e provinciale italiana.

## Percorso
Inizia a San Lorenzo di Sebato, in provincia di Bolzano, presso la frazione di Floronzo, dall'incrocio con la strada statale 49 della Pusteria, e termina ad Arabba, in provincia di Belluno, in Veneto, all'incrocio con l'ex strada statale 48 delle Dolomiti. La strada funge da principale asse viario per la val Badia, da cui prende il nome, e per le valli a lei tributarie, collegandole con la val Pusteria e il Bellunese.
Dopo Floronzo la strada prosegue verso sud lungo il corso del rio Gadera: dopo Longega (ove si può imboccare la val di Marebbe) passa a Piccolino, San Martino in Badia (da cui inizia la strada per il passo delle Erbe), Pederoa, Pedraces, La Villa (con deviazione per il passo di Valparola e il passo Falzarego), fino a giungere a Corvara in Badia. Dopo aver superato tale località la strada si innalza fino ai 1.875 m del passo di Campolongo, passando a est del Gruppo del Sella. Dopo il passo la strada entra in Veneto per terminare il suo corso ad Arabba, alla congiunzione con la strada statale 48 delle Dolomiti.

## Storia
La strada fu costruita durante la prima guerra mondiale da prigionieri russi. Solo successivamente furono costruiti i ponti che oltrepassavano il rio Gadera. È per questo motivo che prima e dopo i ponti vi sono strette curve a gomito, in cui a esempio due bus provenienti da direzioni opposte non riescono a transitare assieme.
Anche per questo motivo, il 6 luglio 1993, in località Longega, ci fu un grave incidente tra un bus turistico italiano, facente parte di un gruppo di 4 bus della Diocesi di Orvieto-Todi, e un'automobile BMW. Nello scontro morirono 18 persone (tra cui una bambina) e altre 22 rimasero gravemente ferite.
Dopo questo e altri tragici avvenimenti si decise di ricostruire in alcuni punti la strada, con la costruzione di nuove gallerie. Nel dicembre del 2006, finalmente, è stata aperta parzialmente la nuova strada, molto più scorrevole. Per completare il progetto iniziale sarebbe tuttavia necessario bypassare la località di Longega con un nuovo ponte che colleghi direttamente l'uscita dalla galleria più meridionale all'incrocio per Rina. La soluzione temporanea attuale, oltre a richiedere una curva a gomito all'uscita dell'ultima galleria, non evita il tratto più problematico, ossia il ponte di Longega.
Nel marzo 2019 hanno preso avvio i lavori per il nuovo accesso alla statale 244. A lavori ultimati, l'accesso sarà situato a 500 metri circa a est di quello attuale e sarà possibile, grazie a un ponte sulla Rienza che scavalcherà altresì la linea ferroviaria e a una galleria di circa un kilometro, giungere direttamente alla località Aue. Tale soluzione permette di evitare il passaggio fino a ora obbligatorio della località di Floronzo, nonché alleggerirebbe il traffico generato dall'attuale incrocio a T a raso presso il ponte di San Lorenzo, attuale accesso alla SS 244.
Il 9 aprile 2022 è stato aperto al traffico il nuovo accesso della SS 244 dalla SS 49. Il precedente incrocio serve come accesso agli abitati di San Lorenzo di Sebato e Floronzo.

## Gestione
In seguito al decreto legislativo 2 settembre 1997, n° 320, dal 1º luglio 1998 la gestione del tratto altoatesino è passata dall'ANAS alla Provincia autonoma di Bolzano. Quest'ultima ha lasciato la classificazione e la sigla di statale (SS) alla strada, poiché non si tratta di un trasferimento dal demanio dello Stato a quello delle Regioni, ma di una delega in materia di viabilità e pertanto la titolarità resta sempre in capo allo Stato.
In seguito invece al decreto legislativo n. 112 del 1998, dal 1º ottobre 2001, la gestione del tratto veneto è passata dall'ANAS alla Regione Veneto, che ha provveduto al trasferimento al demanio della Provincia di Belluno; dal 20 dicembre 2002 la gestione della tratta è passata alla società Veneto Strade.